# Pohár Intertoto 2004
V poháru Intertoto 2004 zvítězily a zároveň postoupily do poháru UEFA tři týmy Lille OSC, FC Schalke 04 a Villarreal CF.

## Zápasy

### 1. kolo
| Domácí v 1. zápase      | Celkem | Hosté v 1. zápase     | 1. zápas | 2. zápas |
| ----------------------- | ------ | --------------------- | -------- | -------- |
| NK Celje                | 2:2    | FK Sloboda Tuzla      | 2:1      | 0:1      |
| KF Vllaznia             | 4:2    | Hapoel Be'er Sheva FC | 1:2      | 3:0      |
| Ethnikos Achna FC       | 2:10   | FK Vardar             | 1:5      | 1:5      |
| Hibernians FC           | 2:4    | NK Slaven Belupo      | 2:1      | 0:3      |
| UE Sant Julià           | 0:11   | FK Smederevo          | 0:8      | 0:3      |
| PFC Marek Dupnitsa      | 2:0    | FC Dila Gori          | 0:0      | 2:0      |
| FK Spartak Moskva       | 2:1    | FK Atlantas           | 2:0      | 0:1      |
| MFC Sopron              | 2:3    | FK Teplice            | 1:0      | 1:3      |
| FC Thun                 | 2:0    | Gloria Bistriţa       | 2:0      | 0:0      |
| Myllykosken Pallo-47    | 3:4    | FC Tescoma Zlín       | 1:1      | 2:3      |
| SC Schwarz-Weiß Bregenz | 1:5    | FC Inter Baku         | 0:3      | 1:2      |
| FC Spartak Trnava       | 4:4    | Debreceni VSC         | 3:0      | 1:4      |
| Odra Wodzisław Śląski   | 1:2    | FK Dinamo Minsk       | 1:0      | 0:2      |
| KS Teuta Durrës         | 0:4    | FK ZTS Dubnica        | 0:0      | 0:4      |
| KAA Gent                | 3:1    | Fylkir                | 2:1      | 1:0      |
| Cork City FC            | 4:1    | Malmö FF              | 3:1      | 1:0      |
| FK Vėtra                | 4:0    | Narva JK Trans        | 3:0      | 1:0      |
| Odense BK               | 7:0    | Ballymena United F.C. | 0:0      | 7:0      |
| CS Grevenmacher         | 1:1    | Tampere United        | 1:1      | 0:0      |
| Aberystwyth Town FC     | 0:4    | Dinaburg FC           | 0:0      | 0:4      |
| Esbjerg fB              | 7:1    | NSÍ Runavík           | 3:1      | 4:0      |

### 2. kolo
| Domácí v 1. zápase | Celkem | Hosté v 1. zápase   | 1. zápas | 2. zápas |
| ------------------ | ------ | ------------------- | -------- | -------- |
| KVC Westerlo       | 0:3    | FC Tescoma Zlín     | 0:0      | 0:3      |
| Hibernian FC       | 1:2    | FK Vėtra            | 1:1      | 0:1      |
| KRC Genk           | 5:1    | PFC Marek Dupnitsa  | 2:1      | 3:0      |
| Odense BK          | 0:5    | Villarreal CF       | 0:3      | 0:2      |
| FK Teplice         | 1:4    | FK Šinnik Jaroslavl | 1:2      | 0:2      |
| FK ZTS Dubnica     | 1:7    | FC Slovan Liberec   | 1:2      | 0:5      |
| VfL Wolfsburg      | 3:7    | FC Thun             | 2:3      | 1:4      |
| OFK Bělehrad       | 5:1    | Dinaburg FC         | 3:1      | 2:0      |
| NEC Nijmegen       | 0:1    | Cork City FC        | 0:0      | 0:1      |
| Esbjerg fB         | 2:1    | OGC Nice            | 1:0      | 1:1      |
| FK Spartak Moskva  | 5:1    | NK Kamen Ingrad     | 4:1      | 1:0      |
| Tampere United     | 3:1    | FC Inter Baku       | 3:0      | 0:1      |
| FK Dinamo Minsk    | 4:3    | FK Smederevo        | 1:2      | 3:1      |
| FC Spartak Trnava  | 3:1    | FK Sloboda Tuzla    | 2:1      | 1:0      |
| FK Vardar          | 1:1    | KAA Gent            | 1:0      | 0:1      |
| NK Slaven Belupo   | 2:1    | KF Vllaznia         | 2:0      | 0:1      |

### 3. kolo
| Domácí v 1. zápase  | Celkem | Hosté v 1. zápase | 1. zápas | 2. zápas |
| ------------------- | ------ | ----------------- | -------- | -------- |
| FC Tescoma Zlín     | 4:4    | Atlético Madrid   | 2:4      | 2:0      |
| FC Nantes           | 4:2    | Cork City FC      | 3:1      | 1:1      |
| KRC Genk            | 2:2    | Borussia Dortmund | 0:1      | 2:1      |
| FC Thun             | 3:5    | Hamburger SV      | 2:2      | 1:3      |
| FK Šinnik Jaroslavl | 2:6    | UD Leiria         | 1:4      | 1:2      |
| FC Schalke 04       | 7:1    | FK Vardar         | 5:0      | 2:1      |
| FC Slovan Liberec   | 2:1    | Roda JC Kerkrade  | 1:0      | 1:1      |
| Lille OSC           | 4:3    | FK Dinamo Minsk   | 2:1      | 2:2      |
| Slaven Belupo       | 2:2    | FC Spartak Trnava | 0:0      | 2:2      |
| Tampere United      | 0:1    | OFK Bělehrad      | 0:0      | 0:1      |
| Villarreal CF       | 3:2    | FK Spartak Moskva | 1:0      | 2:2      |
| Vetra Vilnius       | 1:5    | Esbjerg fB        | 1:1      | 0:4      |

### Semifinále
| Domácí v 1. zápase | Celkem | Hosté v 1. zápase | 1. zápas | 2. zápas |
| ------------------ | ------ | ----------------- | -------- | -------- |
| Esbjerg fB         | 1:6    | FC Schalke 04     | 1:3      | 0:3      |
| OFK Bělehrad       | 1:5    | Atlético Madrid   | 1:3      | 0:2      |
| KRC Genk           | 0:2    | UD Leiria         | 0:0      | 0:2      |
| Villarreal CF      | 2:0    | Hamburger SV      | 1:0      | 1:0      |
| Lille OSC          | 4:1    | NK Slaven Belupo  | 3:0      | 1:1      |
| FC Slovan Liberec  | 2:2    | FC Nantes         | 1:0      | 1:2      |

## Finále
| Domácí v 1. zápase | Celkem | Hosté v 1. zápase | 1. zápas | 2. zápas |
| ------------------ | ------ | ----------------- | -------- | -------- |
| Lille OSC          | 2:0    | UD Leiria         | 0:0      | 2:0      |
| FC Schalke 04      | 3:1    | FC Slovan Liberec | 2:1      | 1:0      |
| Villarreal CF      | 2:2    | Atlético Madrid   | 2:0      | 0:2      |